# Temporada 2018 del Rally Mobil
La temporada 2018 del RallyMobil es la 38° edición del Campeonato Chileno de Rally y decimonovena bajo su actual denominación. Comenzó el 20 de abril y se espera finalice el 15 de diciembre. Contará con un total de ocho fechas: siete regulares y el RallyMobil Motorshow en modalidad superprime. 
La mayor novedad este año fue la incorporación de la categoría R5, vehículos de tracción integral y motor de 1600 cc. turbo. Nueve pilotos decidieron competir en esta nueva serie mundial, entre los cuales se encuentran los excampeones Pedro Heller, Luis Ignacio Rosselot, Jorge Martínez, Francisco "Chaleco" López y el actual campeón Cristóbal Vidaurre.
Dado el gran interés de los pilotos de categoría N3 del sur de Chile en competir en el campeonato, la organización decidió conservar dicha categoría pues se cumplió el mínimo de cinco pilotos interesados en asistir a las ocho fechas a disputarse. Sin embargo, sorprendió la no participación del campeón vigente de la categoría Franco Illino.

## Categoría R5
| N° | Piloto                | Navegante              | Auto                 | Equipo                                        |
| -- | --------------------- | ---------------------- | -------------------- | --------------------------------------------- |
| 1  | Cristóbal Vidaurre    | Rubén García           | Škoda Fabia R5       | CBTechRally by Škoda                          |
| 2  | Jorge Martínez        | Alberto Álvarez        | Peugeot 208 R5       | Peugeot Sport Chile / Copec by Joker          |
| 3  | Alberto Heller        | José Díaz              | Ford Fiesta R5       | Joker Rally Team                              |
| 4  | Felipe Rossi          | Luis Allende           | Ford Fiesta R5       | Joker Rally Team                              |
| 5  | Pedro Heller          | Pablo Olmos            | Ford Fiesta R5       | Joker Rally Team                              |
| 6  | Luis Ignacio Rosselot | Marcelo Brizio         | Mitsubishi Mirage R5 | Rosselot Rally Team                           |
| 7  | Francisco López       | Nicolás Levalle        | Peugeot 208 R5       | Peugeot Sport Chile / Copec by Chaleco Racing |
| 9  | Alejandro Cancio      | Santiago García        | Škoda Fabia R5       | CBTechRally by Škoda                          |
| 90 | Benjamín Israel       | Marcelo Der Ohannesian | Citroën DS3 R5       | Citroën Monster Energy Procircuit             |

## Categoría R3
| N° | Piloto                  | Navegante         | Auto            | Equipo                            |
| -- | ----------------------- | ----------------- | --------------- | --------------------------------- |
| 22 | Ramón Ibarra            | Juan Cruz Varela  | Renault Clio R3 | Renault Sport                     |
| 23 | Cristóbal Ibarra        | Sebastián Vera    | Renault Clio R3 | Renault Sport                     |
| 25 | Santiago Gambetta       | Luis Gatica       | Citroën DS3 R3  | Motorola                          |
| 28 | Joaquín Ruiz de Loyzaga | Sebastián Medrano | Citroën DS3 max | Rudel Racing                      |
| 29 | Emilio Rosselot         | Tomás Cañete      | Citroën DS3 R3  | Rosselot Rally Team               |
| 33 | Sebastián Silva         | Matías Leiva      | Citroën DS3 R3  |                                   |
| 55 | Samuel Israel           | Nicolás García    | Citroën DS3 R3  | Citroën Monster Energy Procircuit |
| 99 | Vicente Israel          | Matías Ramos      | Citroën DS3 R3  | Citroën Monster Energy Procircuit |

### Subcategoría R3 Lite
| N° | Piloto         | Navegante              | Auto                  | Equipo              |
| -- | -------------- | ---------------------- | --------------------- | ------------------- |
| 36 | Tadeo Rosselot | Eugenio Carvallo       | Renault Clio R3 Turbo | Rosselot Rally Team |
| 37 | Kurt Zoeger    | Alfredo Neuhaus        | Citroën DS3 R3 max    |                     |
| 40 | Manuel Brito   | Juan Pablo Monasterolo | Citroën DS3 R3        |                     |

## Categoría R2
| N° | Piloto            | Navegante              | Auto                 | Equipo             |
| -- | ----------------- | ---------------------- | -------------------- | ------------------ |
| 44 | Luis Nuñez        | Antonio De Gavardo     | Peugeot 208 R2       | Motorola           |
| 46 | Patricio Muñoz    | Miguel Recalt          | Peugeot 208 R2       | Eme Racing         |
| 47 | Marcelo Vildósola | Maximiliano Karamatich | Peugeot 208 R2       |                    |
| 49 | Facundo Opawsky   | Álvaro Rosas           | Peugeot 208 R2       | Frigosorno         |
| 59 | Martín Suriani    | Zacarías García        | Peugeot 208 R2       | Point Cola Racing  |
| 60 | Emilio Fernández  | Joaquín Riquelme       | Ford Fiesta R2 Turbo | Susarón Rally Team |
| 65 | Martín Scuncio    | Javiera Román          | Peugeot 208 R2       | Point Cola Racing  |
| 77 | Eduardo Kovacs    | Gustavo Beccaria       | Opel Adam R2         | Kovacs Sport       |

### Subcategoría R2 Lite
| N° | Piloto             | Navegante          | Auto                 | Equipo             |
| -- | ------------------ | ------------------ | -------------------- | ------------------ |
| 56 | Nicolás Pérez      | Enrique Pérez      | Peugeot 208 R2       | Motorola           |
| 57 | Ignacio Etcheverry | Christian González | Peugeot 208 R2       | Frigosorno         |
| 58 | Marcelo Pérez      | Marcelo Yáñez      | Peugeot 208 R2       | Pérez Racing       |
| 61 | José Quezada       | Mauricio Oyarzún   | Ford Fiesta R2       |                    |
| 62 | Diego Pérez        | Víctor Manríquez   | Peugeot 208 R2       | Pérez Racing       |
| 63 | Pedro Devaud       | Diego Cárdenas     | Ford Fiesta R2 Turbo | D'Toros Rally Team |
| 64 | Felipe Padilla     | Hermann Grollmus   | Opel Adam R2         |                    |
| 67 | Mauricio Pérez     | Alan Bascur        | Ford Fiesta R2       |                    |
| 68 | Nelson Cid         | Rodrigo Stark      | Ford Fiesta R2       |                    |

## Categoría N3
| N° | Piloto            | Navegante              | Auto                 | Equipo            |
| -- | ----------------- | ---------------------- | -------------------- | ----------------- |
| 78 | Tirso Gonzalo     | Carlos Garrafa         | Suzuki SX4           | Suzuki Rally Team |
| 79 | Juan Carlos Rosas | Luis Alberto Rebolledo | Mitsubishi Lancer GT |                   |
| 80 | Jorge Arévalo     | Francisco Faúndez      | Honda Civic          |                   |
| 81 | Sebastián Silva   | Matías Leiva           | Chevrolet Cruze      |                   |
| 82 | Jonathan Bastidas | Arturo Del Solar       | Mitsubishi Lancer GT |                   |
| 83 | Luis Martínez     | Juan Manuel Sanhueza   | Suzuki SX4           | Suzuki Rally Team |
| 84 | Guillermo Walper  | Marialis Emig          | Mazda 3 Sport        |                   |
| 85 | Mauricio Vargas   | Robinson González      | Honda Civic Coupe    |                   |
| 86 | Carlos Soto       | Guillermo Cárdenas     | Suzuki SX4           |                   |
| 87 | Felipe Cid        | Patricio Pinninhoff    | Ford Focus           |                   |

## Calendario y ganadores
| N.º | Fecha          | Ciudad             | Categoría R5           | Categoría R3    | Categoría R3 Lite | Categoría R2     | Categoría R2 Lite | Categoría N3       | ref |
| --- | -------------- | ------------------ | ---------------------- | --------------- | ----------------- | ---------------- | ----------------- | ------------------ | --- |
| 1.  | 20-22 abr.     | Concepción         | Pedro Heller           | Emilio Rosselot | Manuel Brito      | Martín Scuncio   | Felipe Padilla    | Jorge Arévalo      |     |
| 2.  | 25-27 may.     | Los Ángeles        | Pedro Heller           | Ramón Ibarra    | Tadeo Rosselot    | Martín Scuncio   | Pedro Devaud      | Carlos Soto        |     |
| 3.  | 22-24 jun.     | Frutillar          | Jorge Martínez Fontena | Samuel Israel   | Tadeo Rosselot    | Emilio Fernández | Diego Pérez       | Carlos Soto        |     |
| 4.  | 3-5 ago.       | Vicuña             | Alberto Heller         | Samuel Israel   | Tadeo Rosselot    | Martín Scuncio   | Felipe Padilla    | Jorge Arévalo      |     |
| 5.  | 31 ago.-2 sep. | Curicó             | Alejandro Cancio       | Emilio Rosselot | Tadeo Rosselot    | Emilio Fernández | Pedro Devaud      | Gunther Bielefeldt |     |
| 6.  | 19-21 oct.     | Río Bueno La Unión | Alberto Heller         | Samuel Israel   | Tadeo Rosselot    | Facundo Opawsky  | Nicolás Pérez     | Carlos Soto        |     |
| 7.  | 23-25 nov.     | Pichilemu          | Alberto Heller         | Samuel Israel   | Lautaro Marini    | Emilio Fernández | Nicolás Pérez     | Jorge Monzón       |     |
| 8.  | 14-15 dic.     | Motorshow Santiago | Alberto Heller         | Samuel Israel   | Mario Hart        | Patricio Muñoz   | Pedro Devaud      | Tirso Gonzalo      |     |

- Wikimedia Commons alberga una categoría multimedia sobre Temporada 2018 del Rally Mobil.